# Risque professionnel
Le risque professionnel est la probabilité, pour un salarié exposé à une situation dangereuse lors de son activité professionnelle, de subir des effets nocifs pour sa santé physique et mentale. On distingue classiquement en première analyse les risques physiques et les risques psychosociaux. L'employeur est tenu à une obligation de sécurité, dont l'un des aspects est la prévention des risques professionnels.

## Définitions
Les définitions ont évolué avec l’apparition de risques émergents — par exemple liés aux nanotechnologies, à la radioactivité, aux pesticides, aux perturbateurs endocriniens, etc. — et avec le passage d’une approche de type médecine de travail s'intéressant d'abord aux pathologies et accidents du travail à une approche plus large et intégrative de santé au travail et de santé environnementale.
Les sources de risques ont elles-mêmes beaucoup évolué, ainsi que leur perception, avec une proportion croissante d’accidents d'exposition à des matières ou gaz contaminées ou contaminantes : sang contaminé, air pollué, prions, radioactivité, etc. Respirer un air légèrement radioactif, recevoir dans les yeux une projection d'un liquide contaminé par un microbe nosocomial, ou contaminé par un virus dangereux n’est pas un traumatisme au sens ou l’entendait autrefois la médecine du travail.
Le premier tableau de maladie professionnelle a reconnu la toxicité du mercure et du plomb pour la santé des travailleurs, mais ces derniers sont de plus en plus exposés à des cocktails de polluants, ainsi qu’à de nouvelles formes de stress conduisant à des situations multifactorielles inédites. De nouvelles expositions aux ondes et champs électromagnétiques, à des produits nouveaux — nanoparticules, produits chimiques, perturbateurs endocriniens de synthèse, etc. — posent de nouvelles questions auxquelles de nouveaux acteurs (par exemple les Comités régionaux de reconnaissance des maladies professionnelles (CRRMP) en France) doivent répondre. La question de la charge de la preuve — bien plus délicate et coûteuse dans le cas de nouvelles technologies telles que les biotechnologies, les nanotechnologies… — prend également une dimension nouvelle.
Les cancers qui sont en forte et régulière augmentation dans les pays industrialisés et riches ne se déclarent qu’après plusieurs décennies et parfois après la pratique de plusieurs métiers différents. Même pour des cancers qui sont d’évidence d’origine professionnelle, une responsabilité unique est parfois difficile ou impossible à mettre en évidence, d'autant que les registres du cancer couvrant une large population sur un long pas de temps sont encore relativement rares.

## Principes généraux de prévention
En France, l’employeur est incité à appliquer les neuf principes généraux de prévention suivants, selon la loi R4121 du Code du Travail, :
- éviter les risques ;
- combattre les risques à la source ;
- évaluer les risques qui ne peuvent pas être évités ;
- adapter le travail à l'employé (en particulier en ce qui concerne la conception des postes de travail ainsi que le choix des équipements de travail et des méthodes de travail et de production, en vue notamment de limiter le travail monotone et le travail cadencé et de réduire les effets de ceux-ci sur la santé au travail) ;
- tenir compte de l'état d'évolution de la technique ;
- remplacer ce qui est dangereux par ce qui ne l'est pas ou ce qui l'est moins ;
- planifier la prévention en y intégrant dans un ensemble cohérent, la technique, l'organisation du travail, les conditions de travail, les relations sociales et l'influence des facteurs ambiants (notamment les risques liés aux harcèlements moral, sexuel, et aux agissements sexistes) ;
- prendre des mesures de protection collective en priorisant ces dernières sur les mesures de protection individuelle ;
- donner les instructions appropriées aux travailleurs.

## Prospective: mutations du travail et nouveaux risques
Le prospectiviste Jeremy Rifkin annonçait « la fin du travail » tel qu'il se pratiquait après la révolution industrielle puis avec les modes de travail issus du taylorisme et du fordisme, puis des Trente Glorieuses…
Avec l'apparition de l'informatique, et l'importance croissante de l'information, de nouveaux modèles d'organisation et de gestion se sont effectivement développés. Conjointement à une accélération de nombreux flux (transports de biens, personnes et marchandises plus nombreux, plus rapides et plus mondialisés…), le stress au travail a alors pris des formes nouvelles. Les risques psychosociaux prennent de l'importance, conduisant notamment à considérer certaines dépression ou suicides comme des « accidents » du travail ou liés au travail.
De manière encore plus marquée dans un contexte de crise écologique, sociale et économique, le travailleur - à tout âge - et qu'il soit salarié, cadre ou indépendant, mais aussi l'élève ou l'étudiant se voient demander de constants efforts en matière de productivité, d'« intensité au travail », de réactivité, de disponibilité, d’innovation et de « gestion de la variabilité ».
Selon, les modèles d'organisation du taylorisme n'ont pas disparu, « Ils progressent même dans l’agro-alimentaire, la grande distribution, la restauration rapide ou les centres d’appel », empêchant les personnes de développer leurs propres stratégies de travail (ce qui « met spécialement en difficulté les travailleurs expérimentés, chez qui les stratégies personnelles de travail sont très développées et très précieuses ».
Le travail est de plus en plus dépendant des NTIC et notamment du téléphone mobile, du courriel, et de l'internet qui peuvent faciliter le travail ou le rendre plus stressant selon la manière dont le système d'organisation du travail autorise ou décourage (stress numérique). Ces nouveaux outils peuvent rendre la concentration et le repos nécessaire plus difficiles.
Les valeurs d'« Autonomie » et de « responsabilité » du travailleur sont mis en avant, devant le besoin de reconnaissance, mais aussi devant « l’exécution », le travail bien fait et la « bonne prescription » alors même que la variabilité des demandes et du contexte augmente, Volkoff et Gollac estiment que « Comme les jeux de pouvoir au sommet ont souvent empêché des arbitrages clairs et stables, la charge de concilier les contraintes s’est reportée sur la base ». Ceci peut se faire au détriment parfois des bonnes relations sociales avec autrui, du sentiment d'utilité, ou en interdisant les approches collaboratives et de plaisir au travail que les indicateurs de reporting et d'évaluation de progrès individuel ne savent pas encore prendre en compte.
Quand elles sont associées à des exigences de résultats à court terme et des systèmes trop prégnants de gestion et de reporting, les démarches participatives imposées sont parfois des contraintes subies stressantes et sources de dissonances cognitives.
Enfin, l'amélioration de la productivité peut isoler certains métiers (l'agriculteur par exemple, qui doit cultiver et gérer parfois de plus en plus seul des surfaces de terres de plus en plus vastes).
Certains psychologues, sociologues et psychologues du travail proposent une notion rénovée de « travail soutenable »

### Rappels généraux sur le risque
Le risque professionnel est la combinaison de la probabilité et de la (des) conséquence(s) de la survenance d'un événement dangereux pour l'intégrité physique ou mentale d'une personne ou d'un groupe dans l'exercice du métier (voir Article sur le Risque).
Il en découle que pour réduire un risque professionnel, 2 voies sont possibles :
- agir sur sa probabilité d’occurrence (en la diminuant par des mesures de prévention) ;
- agir sur sa gravité (en mettant en place des systèmes de protection du travailleur et de son environnement, destinés à réduire les conséquences).

## Enjeux
La reconnaissance d’un risque professionnel induit une responsabilité de la part de l’employeur et de l’employé. Elle peut avoir des conséquences légales, juridiques pour la « réparation » notamment.
Selon les pays, la privatisation ou la professionnalisation des organes de sécurité sociale, a conduit à parfois « judiciariser » ce domaine, avec des procédures pouvant générer des coûts importants pour l’employé ou l’employeur ou les victimes collatérales.

## Prévention ou précaution au travail
Prévenir consiste à diminuer la probabilité d'occurrence du risque en diminuant ou supprimant certains des facteurs de risque.
Des actions visent à indirectement diminuer la probabilité d’expression du risque quand elle est liée à un facteur externe, par exemple en empêchant de travailler sous l'emprise de l'alcool, de drogue (voire d’une fatigue excessive sur des postes à risque).
La formation aux risques professionnels et également un moyen de prévention, complémentaire aux choix de méthodes de production les plus sécurisées.
L'INRS (Institut national de recherche de sécurité), dont la principale mission est de développer et de promouvoir une culture de prévention des accidents du travail et des maladies professionnelles, définit la prévention des risques professionnels comme l'ensemble des dispositions à mettre en œuvre pour préserver la santé et la sécurité des salariés, améliorer les conditions de travail et tendre au bien-être au travail.

## Catégories de risques
En accord avec l'INRS, les risques professionnels sont classés selon les catégories :
- Risques psychosociaux[13] : ces risques regroupent toute forme de mal-être ressentie par un employé. Ils ont pour facteurs communs les problèmes de gestion managériale et les troubles relationnels de l'employé vis-à-vis d'un collègue ou d'une personne extérieure. Sont regroupés dans cette catégorie : stress, violences internes et externes, épuisement professionnel et addictions.
- Risque biologique[14] : lié aux agents biologiques présents dans l'environnement de l'employé. Si les secteurs de la santé, ou au contact avec les matières animales sont principalement concernés, ce risque est également considéré pour les emplois à grande mobilité ou nécessitant des contacts répétés avec un grand nombre de personnes. Sont aussi intégrés dans cette catégorie les épidémies chroniques et les risques de pandémies.

Voir Pandémie de Covid-19
- Risque chimique[15] : lié aux agents chimiques présents dans l'environnement de l'employé.
- Risques liés aux phénomènes physiques :

Tout phénomène physique pouvant entraîner une dégradation de l'organisme par son action unique ou répétée. Les plus courants étant les phénomènes mécaniques (chutes, cisaillement, écrasement). Le bruit, les vibrations et la température sont également à considérer.
- Liés à l'activité physique[20] : toute activité dégradant l'organisme par sa répétition. Les plus notables sont les TMS (troubles musculosquelettiques).
- Liés aux déplacements professionnels[21] :

Accidents de la route notamment mais également tout risque dont la cause est un déplacement dans le cadre du travail.
- Liés aux équipements de travail : souvent de même nature que les risques chimiques et physiques mais causés par une défaillance ou un mauvais usage d'un équipement, quel qu'il soit, et présent sur le lieu de travail.
- Risque d'incendie et d'explosion sur le lieu de travail[22] : risques à part pour leur caractère destructeur au niveau corporel et matériel d'une ampleur majeure par rapport aux risques précédents. Sont regroupés toute défaillance matérielle ou phénomène physique et chimique pouvant causer un incendie ou une explosion.

L'ANSES ajoute que le risque climatique peut exacerber ces autres risques et que ce sera de plus en plus le cas dans le contexte du changement climatique.